# Hatna, Derajnea
Hatna (în ucraineană Гатна) este localitatea de reședință a comunei Hatna din raionul Derajnea, regiunea Hmelnîțkîi, Ucraina.

## Demografie
Componența lingvistică a localității Hatna
     Ucraineană (97,2%)
     Rusă (1,87%)
     Alte limbi (0,94%)
Conform recensământului din 2001, majoritatea populației localității Hatna era vorbitoare de ucraineană (97,2%), existând în minoritate și vorbitori de rusă (1,87%).